# Catedral de los Santos Pedro y Pablo (Basankusu)
La Catedral de los Santos Pedro y Pablo o simplemente Catedral de Basankusu (en francés: Cathédrale Saints-Pierre-et-Paul) es el nombre que recibe un edificio religioso afiliado a la Iglesia Católica que se encuentra ubicado en la ciudad de Basankusu en la provincia de Équateur en la parte noroeste del país africano de República Democrática del Congo.
El actual edificio fue construido entre 1939 y 1942 por la sociedad misionera de San José (''Société Missionnaire de Saint Joseph''), en 2012 se iniciaron trabajos para su remodelación.
La congregación sigue el rito romano o latino y el templo es la iglesia madre de la diócesis de Basankusu (Dioecesis Basankusuensis) que fue creada como prefectura apostólico en 1926 cuando el país era parte del Congo Belga y fue elevado a su actual estatus en 1959 mediante la bula "Cum parvulum" del papa Juan XXIII.
Esta bajo la responsabilidad pastoral del obispo Joseph Mokobe Ndjoku.